# Paul Nash
Paul Nash (Londres, 11 de maig de 1889 - Boscombe, Hampshire, 11 de juliol de 1946) va ser un pintor anglès, famós pels seus quadres de guerra i els seus paisatges, alguns dels quals mostren la influència dels surrealistes i de l'artista italià Giorgio de Chirico.
Va estudiar a l'Escola Politècnica de Chelsea, al «London County Council School» i a la «Slade School of Art».
El 1912 va exposar a la Galeria Carfax. Va consolidar la seva reputació després de la Primera Guerra Mundial. En el període d'entreguerres es va vincular amb el món de l'avantguarda, exposant amb els surrealistes a Londres el 1936 i a París dos anys després. Tot i que molt malalt, durant la Segona Guerra Mundial va tornar a produir importants treballs com a cronista de guerra, abans de la seva mort.

## Estil
A la primera part de la seva carrera Nash va adoptar un estil conservador influït sobretot per la tradició paisatgista anglesa. Durant la Primera Guerra Mundial el seu treball es va concentrar en la representació deformada del paisatge del front de guerra, que va fer en nombrosos quadres de grans dimensions.
La seva obra més creativa la va dur a terme a finals de la dècada de 1920. A «equivalents for the megaliths» (1935, Tate Gallery, Londres), per exemple, va transformar els megàlits prehistòrics de Wiltshire en misterioses formes geomètriques, imprimint una qualitat surrealista que l'acosten a l'obra de De Chirico. Algunes de les seves obres més representatives són Interpretació d'un objecte trobat o L'eclipsi del gira-sol (British Council, 1945).
L'assoliment de Nash va ser combinar la tradició paisatgista anglesa amb els moviments d'avantguarda europeus. Va ocupar un lloc destacat en ser un dels fundadors del grup avantguardista Unit One el 1933, en què va col·laborar amb artistes de la talla de Henry Moore, Barbara Hepworth i Ben Nicholson.